# هینگام (حوزه سرشماری)، ماساچوست
هینگام (به انگلیسی: Hingham) یک منطقهٔ مسکونی در ایالات متحده آمریکا است که در شهرستان پلیموث، ماساچوست واقع شده‌است. هینگام ۸٫۲ کیلومتر مربع مساحت و ۵٬۶۵۰ نفر جمعیت دارد و ۵ متر بالاتر از سطح دریا واقع شده‌است.